# Iris (Van Gogh)
Iris è un dipinto ad olio su tela (71x93 cm) realizzato nel 1889 da Vincent van Gogh.

## Storia e descrizione
È stato acquistato nel 1891 dallo scrittore francese Octave Mirbeau ed è ora conservato nel Getty Museum.
Si tratta di uno dei suoi primi lavori eseguiti durante il ricovero presso l'ospedale di San Paul-de-Mausole a Saint-Rémy nell'anno precedente la sua morte nel 1890. L'artista inquadrò le piante in primissimo piano, ponendosi quasi a livello del terreno ed eliminando l'orizzonte. Questo permetteva una visione estremamente concentrata e permetteva a sua volta di far sentire l'osservatore completamente immerso nell'opera. Lo spazio della tela è attraversato in modo diagonale dagli iris e l'opera viene dominata da questo raffinato accostamento tra il verde brillante delle foglie lanceolate e il viola molto intenso dei fiori. Il tutto acquista una grande valenza decorativa e Vincent poi ricorse, come aveva già fatto in alcune sue opere, all'espediente di riempire l'intero campo del quadro, il cui margine taglia una parte degli elementi dipinti fuori dell'area dell'opera. Manca la tensione che si nota successivamente nelle sue composizioni. L'artista considerava quest'opera uno studio sulla natura, e probabilmente è per questo che non ci sono disegni o schizzi noti, anche se il fratello Theo lo giudicò positivamente e lo inviò alla mostra annuale della Société des Artistes Indépendants nel settembre 1889, insieme alla Notte stellata sul Rodano. Scrisse a Vincent della mostra: "Gli iris sono uno studio pieno di aria e vita."

## Storia della proprietà
Il primo proprietario fu l'anarchico e critico d'arte francese Mirbeau, che era inoltre uno dei primi sostenitori di Van Gogh: pagò il dipinto 300 franchi. Nel 1987 fu acquistato da Alan Bond per 53,9 milioni e divenne il dipinto più costoso mai venduto, segnando un record imbattuto per due anni e mezzo; successivamente il Ritratto del dottor Gachet venne infatti venduto a 82,5 milioni di dollari.